# John Money
John William Money, Ph.D. (8. července 1921 Morrinsville, Nový Zéland – 7. července 2006 Towson, Maryland, USA) byl významný a kontroverzní americký psycholog a sexuolog novozélandského původu. Od roku 1951 až do své smrti působil jako profesor pediatrie a lékařské psychologie na Univerzitě Johna Hopkinse v Baltimore. Zpočátku se zabýval zejména otázkami pohlavní identity, v roce 1955 zavedl do psychologie termín gender ve významu souladu mezi pohlavní rolí a pohlavní identitou a v počátcích své kariéry vycházel z teze, že gender (a podobně i homosexualita) je určován prostředím, zejména vlivy v prvních dvou letech života. V 60. a 70. letech byl mnohými považován za nejvlivnějšího sexuologa. Jeho odbornou pověst i vliv jeho teorií poznamenal případ publikovaný jako úspěšný roku 1972 pod názvem John/Joan – pokusil se řešit případ chlapce, který nehodou při obřízce v roce 1966 přišel o penis, jeho převychováním v dívku (ženu) a v roce 1997 byl obviněn ze zatajování fatálního neúspěchu tohoto pokusu (pacient spáchal sebevraždu v roce 2004). Byl hlavním editorem rozsáhlé sexuologické monografie Handbook of Sexology z roku 1978 a je považován za původce několika termínů, například normofilie (normální erotické zaměření), chronofilie (souhrnné označení pro sexuální zaměření vymezená věkem) nebo formikofilie (orgasmické praktiky využívající drobných živočichů). Moneyho pojem lovemaps (mapy lásky, poprvé jej Money použil zřejmě v roce 1980) charakterizuje Moneyho systémové pojetí sexuality, na které navázal Kurt Freund ve své teorii sexuálního motivačního systému.
V roce 2002 obdržel od „Německé společnosti pro sociálněvědní výzkum sexuality“ medaili Magnuse Hirschfelda. V češtině nevyšla žádná jeho kniha.

## Životopis
Narodil se roku 1921 v rodině bratrského vyznání v Morrinsville na Novém Zélandu. V padesátých letech byl krátce ženatý, ale neměl žádné děti.
Studoval psychologii na Victoria University of Wellington, studium dokončil roku 1944 se dvěma magisterskými tituly. V roce 1947 se přestěhoval do USA, kde studoval na psychiatrickém institutu University of Pittsburgh, poté získal titul Ph.D. na Harvardově univerzitě.
Dlouhodobě podporoval novozélandské umění, byl například přítelem a mecenášem novozélandské spisovatelky Janet Frame. Když se mu v roce 2002 zhoršila Parkinsonova nemoc, věnoval podstatnou část svých uměleckých sbírek novozélandské galerii Eastern Southland Art Gallery v Gore.
Zemřel roku 2006 v nemocnici v Towsonu v Marylandu na následky Parkinsonovy nemoci a úrazu hlavy.

## Sexuologické teorie

### Pohlavní identita a role
Money vycházel z toho, že základním neredukovatelným kritériem pohlavního rozdílu je, že muž produkuje sperma a žena vajíčka. Ostatní, „derivované“ pohlavní rozdíly, například rozdílný způsob močení a jiné projevy pohlavního dimorfismu, vyvstávají z této primární dichotomie. Mezi „adjunktivní“ pohlavní rozdíly řadil Money například menší tělesnou výšku ženy, což vysvětloval vývojově tím, že ženy byly poutány k jednomu místu kojením, zatímco muži se zabývali touláním a lovem. „Pohlavně arbitrární“ rozdíly jsou ty, které jsou čistě konvenční, například výběr barev oblečení (modrá pro chlapce, růžová pro holčičky).
Money vytvořil v angličtině nový výraz pro pohlavní roli, „gender role“ vedle dosavadní tradiční „sex role“. Pod slovy „sex role“ rozuměl Money pouze genitální a eroticko-sexuální roli, zatímco „gender role“ zavedl jako širší termín, zahrnující i (podle Moneyho výhradně konvenční) rozdíly v mužské či ženské roli v negenitálních a neerotických činnostech, osobním uznání, společenském zařazení a zákonném vymezení.
Genderová identita podle Moneyho je, že někdo sám sebe považuje za muže, ženu nebo ambivalentního, jde tedy o projev mentálního procesu sebeuvědomění a aktivního chování. Genderová role je veřejným projevováním genderové identity, tedy slova a činy, kterými člověk dává svému okolí najevo, zda je mužem, ženou nebo nespadá do žádné z těchto kategorií. Ke zdůraznění, že pohlavní identita a pohlavní role jsou dvě stránky téže věci, zavedl Money termín Gender-Identity/Role (zkratka G-I/R).
Jádro této teorie publikoval Money v knize Man & Woman, Boy & Girl v roce 1972.

### Erotická orientace, mapa lásky
V knize Gay, Straight and In-Between: The Sexology of Erotic Orientation vydané roku 1988 Money zavedl termín bodymind (těloduše), jímž se snažil monisticky překonat tradiční dichotomické dualistické chápání duše versus těla, biologie versus společnosti, psychologie versus fyziologie, fyzického versus duchovního, přirozenosti versus výchovy, které považoval za překážku porozumění sexualitě. Odkazoval se na předplatonické a předbiblické chápání.
Na stranách 114–119 Money popsal „pojmy determinismu“ („Concepts of Determinism“), které mají všichni lidé transkulturálně a transhistoricky společné. Mezi ně zahrnul párové svazky (pairbondage), skupinové svazky (troopbondage), věrnost (abidance), vymezování a označování (ycleptance), předsudečnost (foredoomance). K tomu definoval tři strategie zvládání (coping strategies): adhibice/engagement (připuštění/vykonávání), inhibice (brzdění, zábrana) a explikace (vysvětlení, interpretace).
V souvislosti s tím zavedl koncepci prahů (threshold, str. 115–116), kterou považoval pro vysvětlení určitého chování nebo inhibice za vhodnější než motivační koncepce založené na nesourodých a neporovnatelných pojmech. Tato koncepce vykazuje kontinuálnost a jednotnost, která umožňuje klasifikaci sexuálního chování a umožňuje uvažovat evolučně a longitudálně, v termínech, jimiž lze stavy nebo zkušenosti popisovat sériové, hierarchicky nebo kyberneticky (tj. regulované vzájemnou vazbou).
V této knize (na stranách 127–128) podotýká, že láska je jako Rorschachův test (asociace z inkoustových skvrn), kde když projekce (zformované „mapou lásky“ těloduše) na druhého jsou vzájemné, nastane párová vazba, typicky v dvořící (courtship) fázi páření. Mapu lásky Money považoval za známku jedinečnosti každého člověka. Mapy lásky kategorizoval do těchto typů:
- Heterosexuální mapy lásky – zobrazení sdružitelné s průměrnými nebo typickými sexuálními vztahy
- Homosexuální mapy lásky – zobrazení asociativní k osobě téhož pohlaví. Obecně považováno za atypické, zahrnuje pouze menšinu populace, nicméně vyskytuje se v každé kultuře i generaci
- Vandalized lovemaps – pokud proces mapování nebo stav vývoje neurologické šablony je traumatizující. Money za typickou příčinu považoval vliv sadistických nebo masochistických praktik mezi rodiči nebo účast v pedofilním nebo incestním vztahu, pokud je dítě vystaveno jejich vlivu ve věku mezi pěti až devíti let
- Parafilní mapy lásky – pokud je touha spojena s fantaziemi nebo praktikami, které jsou společenský zakázané, odmítané, vysmívané nebo trestané; Money jejich vznik vysvětloval buď vrozenými deformitami (mikropenis), chromozomálními abnormalitami (45, X/46, XY) nebo urychleného vyspívání (předčasná puberta)
- Native lovemap – má být analogií rodného jazyka, člověk ji vnímá jako svůj osobní, nezcizitelný majetek, bez ohledu na to, kolik dalších lidí její atributy sdílí
- Klismaphilic lovemap – určuje, čím člověk ve fantazii i při výkonu může být sexuálně nebo eroticky vzrušen a dosáhnout orgasmu, pokud partner participuje na scénáři
- Acrotomophilic lovemap – určuje parafilii stigmatikého/elegibilního typu, jímž může být dosaženo vzrušení a orgasmu atd. ve vztahu k osobě s amputovanou končetinou nebo postižením
- Zoofilní mapa lásky – určuje parafilii stigmatikého/elegibilního typu v mezidruhových sexuálních aktivitách

V debatě o pedofilii Money vytýkal výzkumníkům i veřejnosti, že nerozeznává rozdíly mezi „afektivní pedofilií“ (což je Moneyho název pro „paedophilia erotica“ podle Krafft-Ebinga čili pravou pedofilii) a sadistickou pedofilií, a také rozdíly mezi infantofilií (nepiofilií), pedofilií a efebofilií. Podle Moneyho je afektivní pedofilie záležitostí lásky a nikoliv sexu. Podle Moneyho vyjádření z roku 1991 je podstatou afektivní pedofilie nadbytek rodičovské lásky (surplus of parental love), která se erotizuje, a není poruchou chování. V roce 1991 zveřejnil odborný časopis o pedofilii Paidika rozhovor, v němž Money řekl: „Kdybych viděl případ chlapce o věku deset či jedenáct let, který je intenzivně eroticky přitahován k muži ve věku dvacátníka či třicátníka a vztah by byl zcela vzájemný a vazba ryze a úplně vzájemná… pak bych jej nenazýval jakkoliv patologickým.“ Heterosexualitu označil za další případ společenského a proto povrchního ideologického pojmu.

## Případ Bruceho/Brendy/Davida Reimera
Moneyho teorie o formování genderové identity byly od počátku předmětem intenzivní vědecké kritiky. Money vycházel z názoru, že sexuální identita dítěte se definitivně zkonsoliduje až v určitém věku. K tomuto názoru došel Money z pozorování intersexuálních lidí, o nichž se domníval, že jejich gender více odpovídá výchovnému vlivu než biologickému pohlaví.
Když byl v roce 1966 kanadskému chlapci jménem Bruce Reimer, jednomu z jednovaječných dvojčat narozených 22. srpna 1965, při operativní nápravě fimózy obřízkou elektrickým přístrojem omylem spálen celý penis, navštívili s ním jeho rodiče Johna Moneyho, jehož názory znali z televizní diskuse, a ten přišel s řešením, v jehož rámci bylo pohlaví dítěte 3. července 1967 operativně a hormonálně změněno na ženské a dítě dostalo jméno Brenda. V roce 1975 byla kazuistika publikována jako úspěšná a chlapec-dívka uveden pod jménem John/Joan.
Přestože chlapci byla tato událost zatajena a byl považován za dívku, choval se jako chlapec a pokusy socializovat jej jako dívku selhaly, což bylo veřejně odhaleno až v roce 1997 v článku, který napsali Milton Diamond a Keith Sigmundson. Od 7 let odmítal Bruce Reimer Moneyho navštěvovat a ve 14 letech vyhrožoval sebevraždou, bude-li nucen jej navštívit, což vedlo k tomu, že mu rodiče po dohodě s Moneym prozradili pravý důvod návštěv. Bezprostředně poté, když se dozvěděl o své minulosti, ukončil hormonální léčbu a přihlásil se k mužské pohlavní roli a v 15 letech podstoupil ve 4 krocích operativní změnu zpět k mužské identitě a zvolil si jméno David. Později si vzal ženu, která měla děti z předchozího manželstí. Koncem života ztratil práci, selhal ve finančních investicích a truchlil nad svým bratrem Brianem (který zemřel v roce 2003 na předávkování antidepresivy), a poté, co mu jeho žena sdělila svůj záměr se od něj odloučit, 5. května 2004 spáchal sebevraždu brokovnicí.
John Colapinto v roce 1997 popsal Reimerův příběh v časopise Rolling Stone a v knize As Nature Made Him (Jak ho příroda stvořila) spekuloval, že se Reimer nikdy nevzpamatoval ze svého dětského traumatu. V dospělosti (v roce 2000) se Reimer pro pořad 20/20 interview vyjádřil, že opakované intenzivní srovnávací fotografování a vyšetřování obou dvojčat Johnem Moneym vnímal jako sexuální zneužívání a bylo jednou z příčin jeho strachu z psychologa a jeho lékařských expertíz. Reimerovi rodiče prohlásili, že jsou přesvědčeni o odpovědnosti Moneyho léčby za smrt obou jejich synů.
Money až do odhalení vydával v různých publikacích Reimerův případ za úspěch. Na první pochybnosti zveřejněné koncem 70. let novináři BBC reagoval tak, že je označil za poplatná pravicové zaujatosti a antifeministickému hnutí. Tvrdil, že jeho protivníci jsou přesvědčeni, že „maskulinita a feminita jsou založeny v genech, takže ženy by měly jít zpět do kuchyně“. Avšak intersexuální aktivisté kritizovali Moneyho také, protože zveřejněná kauza vedla k chirurgickým operacím tisíců dalších dětí, ač by bývalo včasné oznámení selhání pokusu mohlo další škody omezit. Soukromě byl podle kolegů Money kauzou zahanben a zpravidla o ní nediskutoval. Moneyho osobní názory se také během let vyvíjely a měnily.
Johns Hopkins University podporuje Sexual Behaviors Consultation Unit (SBCU). Psychiatrické oddělení však případ uzavřelo tím, že genderová identita je primárně vrozená. Univerzita přestala provádět operace změny pohlaví u dospělých se sexuální dysforií.